# محاكمات عسكرية للإخوان المسلمين في مصر
تعرض أعضاء من جماعة الإخوان المسلمين في تاريخ القضاء العسكري المصري الحديث لمحكمات عسكرية في فترات مختلفة، موزعة على تسع موجات بدءا من عام 1954 وحتى عام 2001. حوكم فيها المئات أمام القضاء العسكري المصري، وكانت تعتبر الاستخدام الأوسع للقضاء العسكري ضد المدنيين في مصر الحديثة حتى موجة المحاكمات العسكرية ضد المدنيين في الفترة اللاحقة لبدء ثورة 25 يناير عام 2011.

## المحاكمة العسكرية الأولى
كانت في عهد الرئيس المصري جمال عبد الناصر في عام 1954، حيث تعرض جمال عبد الناصر لمحاولة اغتيال في الحادث الذي عرف بالمنشية في محافظة الإسكندرية
اتهمت السلطات حينذاك جماعة الإخوان المسلمين بالوقوف وراء محاولة الاغتيال، وبدأت أحداث الاعتقالات في 9 نوفمبر 1954 حيث أ ُلقي القبض على العديد من أفراد الجماعة، صدرت ضدهم أحكام بالسجن بدأت من عشر سنوات إلى الأشغال الشاقة المؤبدة.
إلا أن سبعة من أعضاء الجماعة البارزين صدرت في حقهم أحكاماً بالإعدام وهم:
1. محمود عبد اللطيف،
2. يوسف طلعت،
3. إبراهيم الطيب،
4. هنداوي دوير،
5. محمد فرغلي،
6. عبد القادر عودة،
7. وحسن الهضيبي الذي خفف الحكم عليه إلي الأشغال الشاقة المؤبدة.

نُظرت قضية الإخوان الأولي أمام ما عرف حينها بـمحكمة الشعب ذات الطبيعة العسكرية برئاسة جمال سالم وعضوية حسين الشافعي وأنور السادات
انتهت القضية في 4 ديسمبر 1954، وكان من بين من حكم عليهم محمد مهدي عاكف الذي حكم عليه بالسجن المؤبد، لكنه خرج عام 1974 في عهد الرئيس محمد أنور السادات بعد أن قضي عشرين عاماً في السجون

## المحاكمة العسكرية الثانية
القضية رقم 12 لسنة 1965 (تنظيم 65)، وكان الاتهام قد وجه لآلاف من جماعة الإخوان المسلمين بمحاولة إحياء التنظيم. تم تحويل القضية إلي محكمة أمن الدولة العليا بتوقيع صلاح نصار رئيس نيابة أمن الدولة العليا، وقد تم تقسيم المعتقلين إلي 4 مجموعات أكبرها وأشهرها المجموعة الأولي وكان علي رأسها سيد قطب.
- نص الاتهام: «المتهمون في الفترة من سنة 1959 حتى آخر سبتمبر 1965 بالجمهورية العربية المتحدة وبالخارج حاولوا تغيير دستور الدولة وشكل الحكومة فيها بالقوة، بأن ألفوا من بينهم وآخرين تجمعًا حركيًا وتنظيمًا سريًا مسلحًا لحزب الإخوان المسلمين المنحل يهدف إلي تغيير نظام الحكم القائم بالقوة باغتيال السيد رئيس الجمهورية والقائمين علي الحكم في البلاد وتخريب المنشآت العامة وإثارة الفتنة في البلاد، وتزودوا في سبيل ذلك بالمال اللازم، وأحرزوا مفرقعات وأسلحة وذخائر، وقاموا بتدريب أعضاء التنظيم علي استعمال هذه الأسلحة والمفرقعات، وحددوا أشخاص المسئولين الذين سيجري اغتيالهم، وعاينوا محطات توليد الكهرباء والمنشآت العامة التي سيخربونها، ورسموا طريقة تنفيذ ذلك، وتهيئوا للتنفيذ الفعلي، وعينوا الأفراد الذين سيقومون به، وحال ضبطهم دون تمام مؤامراتهم. وكان المتهمون السبعة الأول هم المتولين زعامة التنظيم.»
- قاضي المحاكمة: الفريق أول محمد فؤاد الدجوي
- رئيس ووكلاء نيابة أمن الدولة العليا الذين تولوا التحقيق في القضية: صلاح نصار - حسن جمعة – إسماعيل زعزوع – سمير ناجي – مصطفى طاهر – حسين لبيب – ممدوح البلتاجي – محمد وجيه قناوي – سليمان عبد المجيد.

- قائمة بالمعتقلين المحالين للمحاكمة في القضية الأولي والأحكام التي صدرت بحقهم:

1. سيد قطب إبراهيم 60 سنة – كاتب (مقيم برقم 44 حيدر بحلوان) الإعدام شنقًا
2. محمد يوسف هواش 43 سنة – مراجع صرف الجمعيات التعاونية للبترول (ومقيم برقم 3 شارع مختار حجازي بالروضة قسم مصر القديمة بالقاهرة) الإعدام شنقًا
3. علي أحمد عبده عشماوي 28 سنة – كاتب حسابات بالشركة المصرية العامة للأساسات (ومقيم برقم 30 شارع عمر السكندري بروض الفرج بالقاهرة) الإعدام شنقًا
4. عبد الفتاح عبده إسماعيل 41 سنة – قباني. ومقيم / كفر البطيخ مركز كفر سعد محافظة دمياط) الإعدام شنقًا
5. أحمد عبد المجيد عبد السميع 32 سنة- موظف بوزارة الحربية (إدارة كاتم أسرار) ومقيم برقم 16 شارع عفيفي بالعباسية قسم الوايلي) الإعدام شنقًا
6. صبري عرفة الكومي 35 سنة – مدرس علوم بدار المعلمين بالمنصورة. (ومقيم بشارع محمد فريد خلف الصحة المدرسية بالمنصورة) الإعدام شنقًا
7. مجدي عبد العزيز متولي 28 سنة – مدير إنتاج بشركة النصر لصناعة الأفلام ومنتجات الجرافيت (ومقيم برقم 6 شارع سالم سالم بالعجوزة) الإعدام شنقًا
8. عبد المجيد يوسف عبد المجيد الشاذلي 28 سنة – كيماوي بشركة مصر للحرير الصناعة بكفر الدوار (ومقيم برقم 191 شارع بورسعيد بالإسكندرية) الأشغال الشاقة المؤبدة 25 سنة
9. عباس حسن سعيد السيسي 47 سنة – صاحب معمل ألبان بشارع النيل برشيد. (ومقيم بشارع الشيخ قنديل رشيد) أشغال شاقة 15 سنة
10. مبارك عبد العظيم محمود عياد 30 سنة- مدرس ثانوي. (ومقيم برقم 7 شارع بديع المتفرع بديع من شارع أحمد ماهر بالجيزة) الأشغال الشاقة المؤبدة 25 سنة
11. فاروق أحمد علي المنشاوي 23 سنة – مهندس كيماوي (ومقيم برقم 9 شارع محمد أيمن بمدينة الأندلس بالهرم) الأشغال الشاقة المؤبدة 25 سنة
12. فايز محمد إسماعيل يوسف 21 سنة- خريج كلية الهندسة. (ومقيم برقم 4 شارع الزهور بجزيرة بدران بشبرا) الأشغال الشاقة المؤبدة 25 سنة
13. ممدوح درويش مصطفي الديرى 25 سنة – طالب ببكالوريوس العلوم – عين شمس. ومقيم برقم 660 شارع بورسعيد شقة 7 قسم الظاهر) -وهو من مواليد محافظة بنى سويف وهو عم الدكتورة مكارم الديرى- الأشغال الشاقة المؤبدة 25 سنة
14. محمد أحمد محمد عبد الرحمن 24 سنة – مهندس مناجم بالهيئة العامة لتصنيع «مشروع الفحم» (ومقيم بسيناء منطقة المغارة شمال سيناء) الأشغال الشاقة المؤبدة 25 سنة
15. جلال الدين بكري ديساوي 25 سنة – مهندس بشركة النصر للأسمدة والصناعات الكيماوية (ومقيم بمسكن الشركة بالسويس، وبالقاهرة 33 ش المحطة بالجيزة) أشغال شاقة 15 سنة
16. محمد عبد المعطي إبراهيم الجزار 29 سنة – معيد بمؤسسة الطاقة الذرية (ومقيم برقم 3 شارع معوض بالمطرية) الأشغال الشاقة المؤبدة 25 سنة
17. محمد مأمون يحيي زكريا 25 سنة – موظف بمؤسسة الطاقة الذرية (ومقيم بخلوة السكارنة مركز شبين القناطر – قليوبية) الأشغال الشاقة المؤبدة 25 سنة
18. أحمد عبد الحليم السروجي 27 سنة – معيد بقسم الطبيعة النووية بمؤسسة الطاقة النووية (ومقيم 30 شارع الجيزاوي بالجيزة) الأشغال الشاقة المؤبدة 25 سنة
19. صلاح محمد محمد خليفة 26 سنة – معيد بقسم الكيمياء النووية بمؤسسة الطاقة النووية (ومقيم 18 حارة الشنواني بالمطرية) أشغال شاقة 15 سنة
20. السيد سعد الذين السيد شريف 25 سنة – مهندس ومقيم 13 شارع خمسة المنتزه خلف الساحل شبرا) الأشغال الشاقة المؤبدة 25 سنة
21. محمد عبد المعطي عبد الرحيم 24 سنة – رئيس قسم الزخرفة بشركة صناعة الخزف (الشهير محمد رحمي أحمد كمال) (ومقيم برقم 11 حارة المهندس الشيخ البغال السيدة زينب) أشغال شاقة 15 سنة
22. إمام عبد اللطيف عبد الفتاح غيث 23 سنة – مهندس بشركة حلوان لصناعة الديزل (ومقيم برقم 10ب ش السوفية بالحلمية الجديدة) الأشغال الشاقة المؤبدة 25 سنة
23. كمال عبد العزيز العرفي سلام 26 سنة – ملازم أول مهندس بالقوات المسلحة الوحدة 3049 (ومقيم برقم 38 ش سكة سوق مسكة السيدة زينب) الأشغال الشاقة المؤبدة 25 سنة
24. فؤاد حسن علي متولي 24 سنة – ملازم أول مهندس بالقوات الجوية المعمل الكيماوي بالمركز القومي للبحوث ومقيم برقم 25 ش مهدلي السيدة زينب) الأشغال الشاقة المؤبدة 25 سنة
25. محمد أحمد البحيرى 22 سنة – مهندس كيميائي بشركة النصر لصناعة الكوك والكيماويات بحلوان (ومقيم برقم 17 ش محطة القبة بكوبري القبة) الأشغال الشاقة المؤبدة 25 سنة
26. حمدي حسن صالح 28 سنة – معاون مجلس قروي أبو زعبل الأشغال الشاقة المؤبدة 25 سنة
27. مصطفي عبد العزيز الخضيرى 33 سنة – محقق بالمصنع 27 الحربي. (ومقيم برقم 16 ش طاهر بحدائق شبرا) الأشغال الشاقة المؤبدة 25 سنة
28. السيد نزيلي محمد عوضيه 27 سنة – أخصائي اجتماعي بالوحدة الاجتماعية. (ومقيم بكرداسة) الأشغال الشاقة المؤبدة 25 سنة
29. مرسي مصطفي مرسي 23 سنة – باحث مساعد بالمركز القومي للبحوث. (ومقيم بالمساكن الشعبية بإمبابة بلوك 15أ شارع 14) الأشغال الشاقة المؤبدة 25 سنة
30. محمد بديع عبد المجيد محمد سامي 21 سنة – معيد بكلية الطب البيطري. (ومقيم بسامول مركز المحلة الكبرى) أشغال شاقة 15 سنة
31. محمد عبد المنعم شاهين 23 سنة – باحث اقتصادي بوزارة التخطيط. و«وشهرته عاطف» (مقيم 32 شارع الدكتور السبكي شقة 4 بالدقي) أشغال شاقة 15 سنة
32. محمود أحمد فخري 21 سنة – بكالوريوس تجارة عين شمس. (ومقيم برقم 10 شارع شريف مصر الجديدة) أشغال شاقة 10 سنة
33. محمود عزت إبراهيم 21 سنة – طالب بجامعة عين شمس. (ومقيم 1 شارع عاطف بركات مصر الجديدة) أشغال شاقة 10 سنة
34. صلاح عبد الحق 20 سنة – طالب بجامعة عين شمس. (ومقيم برقم 39 شارع الخليفة المأمون مصر الجديدة) أشغال شاقة 10 سنة
35. حلمي محمد صادق حتحوت 23 سنة – معيد بكلية هندسة الإسكندرية. (ومقيم برقم 69 شارع الأمير إبراهيم بالإبراهيمية) الأشغال الشاقة المؤبدة 25 سنة
36. إلهام يحيي عبد المجيد بدوي 25 سنة – مهندس تفتيش المساحة بالإسكندرية. (ومقيم برقم 141 شارع تانيس بالإبراهيمية) أشغال شاقة 15 سنة
37. عبد المنعم عبد الرءوف يوسف عرفات 31 سنة – مدرس بالمرقسية الثانوية بالإسكندرية (ومقيم برقم 9 ش بهجت باشا بالأزريطة رمل الإسكندرية) الأشغال الشاقة المؤبدة 25 سنة
38. محمد عبد الفتاح رزق الشريف 56 سنة – وكيل تفتيش نزع الملكية بطنطا. (ومقيم بعمارة علي جمعة ش الجمهورية بدمنهور) الأشغال الشاقة المؤبدة 25 سنة
39. زينب الغزالي الجبيلي 48 سنة – رئيسة جمعية السيدات المسلمات (سابقًا) (ومقيمة برقم 17 ش 6 بألماظة) الأشغال الشاقة المؤبدة 25 سنة
40. حميدة قطب إبراهيم 29 سنة – آنسة. (ومقيمة برقم 44 شارع حيدر حلوان) أشغال شاقة 10 سنة
41. محيي الدين هلال (مقيم بالخارج وغير معلوم محل إقامته)
42. عشماوي سليمان (مقيم بالخارج وغير معلوم محل إقامته)
43. مصطفي العالم (مقيم بالخارج وغير معلوم محل إقامته)

وحكم بالإعدام في هذه القضية علي كل من سيد قطب ويوسف هواش وعبد الفتاح إسماعيل، ونُفذ حكم الإعدام في صبح التاسع والعشرين من أغسطس من العام 1966 وحكم بالإعدام على 4 آخرين خفف عنهم الحكم إلى المؤبد وهم: علي عبده عشماوي - أحمد عبد المجيد عبد السميع - صبري عرفة الكومي - مجدي عبد العزيز متولي، كما صدرت أحكام بحق باقي المتهمين بدأت من عشر سنوات حتى الأشغال الشاقة المؤبدة.
- قائمة بالمعتقلين المحالين للمحاكمة في القضية الثانية:

1. كمال محمد الفرماوي 27 سنة محام (15 سنة)
2. محمد عبد الله الخطيب 36 سنة إمام وخطيب (10 سنوات)
3. جابر رزق الفولي 29 سنة صحفي (15 سنة)
4. عبد المنعم مصطفي دحروج 30 سنة ترزي (5 سنوات)
5. منصور عبد الظاهر منصور 27 سنة كيميائي (15 سنة)
6. عبد العزيز طلبة عبد المطلب 35 سنة كهربائي بمصنع 18 الحربي (5 سنوات)
7. محمد ضياء الدين الطوبجي 28 سنة طيار (15 سنة)
8. محمد عبد الرسول الخروبي 42 سنة مبيض معماري (10 سنوات)
9. عبد الحميد عفيفي 43 سنة سائق (8 سنوات)
10. يحيي أحمد حسين طيار (هارب)
11. فاروق عباس سيد أحمد 25 سنة طبيب امتياز (براءة)
12. إسماعيل الفيومي حارس الرئيس عبد الناصر (هارب)
13. وهبة عبد الحميد سالم الفيشاوي 40 سنة موظف بالطباعة والنشر (10 سنوات)
14. أحمد توفيق أحمد كنزي 34 سنة عامل خردوات (10 سنوات)
15. عبد الكريم حسن الطويل 42 سنة كاتب بالسكة الحديد (10 سنوات)
16. أحمد محمد الشيخ 41 سنة ساع بمصلحة الضرائب (براءة)
17. أنور أمين نور الدين 29 سنة عامل تليفونات (براءة)
18. علي محمد جريشة 30 سنة نائب بمجلس الدولة (12 سنة)
19. عبد المنعم خليفة الحنفي 41 سنة مساعد مهندس (10 سنوات)
20. رشدي مصطفي حبلص 28 سنة سكرتير (10 سنوات)
21. عبد العزيز عبد الغني العدس 47 سنة مزارع (براءة)
22. محمد إبراهيم حسنين بكير 35 سنة عريف بسلاح الحدود (7 سنوات)
23. محمد عبد العزيز الصروي 22 سنة مهندس كيماوي (12 سنة)
24. محمد عبد الحميد خفاجي 24 سنة طالب هندسة (براءة)
25. عز الدين عبد المنعم علي 23 سنة طالب هندسة (براءة)
26. علي بكري بدوي 24 سنة مهندس كيماوي (براءة)
27. أحمد عبد الستار كيوان 29 سنة مهندس كيماوي (10 سنة)
28. عبد الفتاح علي حسن 29 سنة كاتب (براءة)
29. إمام سمير ثابت 29 سنة مدرس زراعي ومدرس (10 سنوات)
30. إبراهيم منير مصطفي 28 سنة موظف بالمؤسسة الزراعية (10 سنوات)
31. حبيب محمد عثمان 34 سنة صاحب ورشة سباكة (10 سنوات)
32. محمدي محمود فرج 34 سنة ساع بوزارة الحربية (5 سنوات)
33. محمد محمود إبراهيم 35 سنة حلواني (براءة)
34. محمود مصطفي عامر 30 سنة نساج (براءة)
35. جمال شوقي النشوقي 24 سنة موظف بالإسكان (3 سنوات)
36. أسعد محمد كمالي 26 سنة محاسب (3 سنوات)
37. جودة أحمد نمرة 24 سنة باحث بالجهاز المركزي للتنظيم والإدارة (3 سنوات)
38. عبد الفتاح محمد فريد 29 سنة مدرس أزهري (براءة)
39. حسن عامر أبو طالب 37 سنة عريف بسلاح الحدود (3 سنوات)
40. مصطفي عيسي غزال 45 سنة فراش بالمصنع الحربي (45) (3 سنوات)
41. عبد العزيز علي أحمد 70 سنة وزير سابق (15 سنة)
42. معروف أحمد الخضري 47 سنة من رجال الثورة (7 سنوات)
43. عوض عبد العال عوض 30 سنة مدرس (15 سنة)
44. نصر عبد الفتاح محمد نصر 33 سنة مدرس أزهري (10 سنوات)
45. توفيق عبد الباري 50 سنة مقاول (10 سنوات)

- قائمة بالمعتقلين المحالين للمحاكمة في القضية الثالثة:

1. محمد هلال علي سالم
2. عز العرب محمد عبد الواحد
3. محمد إبراهيم سالم
4. عبد الله محمد رمضان أبو سن
5. السيد إسماعيل أبو شلوع
6. محمد حلمي منصور
7. محمد بدير زينة
8. عبد الغني سيد أحمد
9. حافظ مصطفي خليل أيوب
10. فاروق عبد الغني الصاوي
11. يحيي أنور بياض
12. طاهر عبد العزيز سالم
13. محمد عواد سليمان
14. عبد الحميد راجح الساوموني
15. السباعي السباعي الروكي
16. محمد طه هداية
17. علي محمد صادق حتحوت
18. عادل مطاوع سعد
19. عبد الفتاح رضوان الجندي
20. أحمد محمد الزفتاوى
21. محمد صدقي عبد العزيز
22. عبد المجيد محمد عبد المجيد
23. عبد الرحمن محمد عبد الصمد
24. محمود إبراهيم سلامة
25. مجدي محمد عبد الحق
26. جمال عثمان هاشم
27. محمد علي العريشي
28. محمد أبو النصر الفار
29. أحمد عبد الغني الجندي
30. أمين أحمد سعد
31. عبد العزيز عبد الفتاح
32. عبد العظيم سلطان
33. سيد محمد عوض
34. محمد محمد المدني
35. حسن عليوة محمد
36. محمد حسين سليمان
37. عبد العزيز إبراهيم عبد القادر
38. عبد القادر الشرقاوي
39. السيد عبد المجيد فرج
40. أحمد حامد السيد إدريس
41. محمد محمد إبراهيم بدر
42. محمد أحمد صالح خليل المسلماني 25 سنة (8 سنوات)
43. عبده محمد عبده
44. يوسف ندا
45. عبد الجواد علي غربية
46. عبد الخالق يوسف الغرباوي
47. محمد عبده الحلوجي
48. إبراهيم أحمد
49. أحمد محمد المراسي
50. محمد السيد خليفة (سنة واحدة)

- قائمة بالمعتقلين المحالين للمحاكمة في القضية الرابعة (تنظيم الدقهلية والغربية):

1. شعبان الشناوي
2. عبد الستار فتح الله سعيد
3. ماهر خليل البدراوي
4. عبد الستار محمد نوير
5. حامد بدر الزقم
6. عبد الرحيم محمد الزيادي
7. عبد الستار محمد قبيع
8. إسماعيل علي عبد العال
9. محمد فتحي رفاعي
10. حسين عبد العزيز قرقش
11. عبد العزيز علي الخطيب
12. عبد المجيد محمد هيكل
13. زكي يوسف الخطيب
14. محمود حامد البطل
15. عبد العزيز السيد رفاعي
16. يوسف فرج متولي
17. أحمد علي عثمان الصعيدي (سامي الصعيدي) عامل بمركز إرسال الإذاعة (10 سنوات)
18. السيد يوسف محمود
19. عبد العظيم أبو المعاطي الشربيني
20. عبد الرءوف محمد شبانة
21. السيد أحمد محمد حسن
22. عثمان عرفة أبو مهدي
23. محمد جمعة حامد
24. طه مسعد البدحيٍ
25. أبو الفتوح محمد عويضة
26. عوض الشحات عوض
27. صديق علي زقزوق
28. محمد طه المريح
29. عبد الوهاب الحسيني الشاعر
30. محمد عبد السلام الشرقاوي
31. محمد فهيم الشناوي
32. مصطفي أحمد عبد النبي
33. زكريا أحمد التوابتي
34. أحمد عطية النجار
35. محمود شفيق الجميعي
36. محمد عبد المقصود العزب
37. محمد عبد المجيد المرسي
38. محمد السعيد سعد
39. محمود محمد جاب الله
40. سعيد أحمد حسن
41. بسيوني إبراهيم بخيت
42. سيد عبد الوهاب شاهين
43. حسب النبي خيري سليمان
44. كامل عبد السلام عطية
45. عبد القوي عطية بدر
46. عبد الغفار الششتاوي
47. طه عبد الهادي بهيج
48. عبد القادر حجازي بدوي
49. أبو اليزيد محمد عسقول
50. حسن علي حسن مهرة
51. جلال عبد السلام الشرقاوي
52. محمد المتولي جمعة
53. السيد إبراهيم عبد الرحمن
54. إبراهيم أحمد إسماعيل
55. عبد الله عبد المجيد عبد الله
56. أحمد محمد سلام
57. إبراهيم العزب شرف
58. السيد المرسي فساكة
59. بدر الدين شلبي
60. مسعود السيد السبحي 30 سنة محاسب (8 سنوات)

### صدور الأحكام في القضية
- في 22 أغسطس 1966 توجه المتهمون في القضية الأولي لسماع النطق بالأحكام في نفس مبني المحكمة، بمبني قيادة الثورة بالجزيرة، وبعد عمل الترتيبات اللازمة في مبني القاعة تم استدعاء المتهمين واحدًا واحد إلي حجرة أخرى لسماع الحكم، ثم التوجه به إلي السيارة.
- في 22 أغسطس 1966 أصدرت المحكمة حكمها علي المستشار حسن الهضيبي بثلاث سنوات، و48 آخرين بين ثلاثة سنوات وعشر سنوات.
- في يوم 5 سبتمبر 1966 صدرت الأحكام علي 83 بأحكام متفاوتة، منهاإسماعيل الفيومي ومحمد عواد بالسجن المؤبد.. رغم موتهما إثر التعذيب، وادعائهم هروبهما من السجن الحربي، وبرأت المحكمة 13 شخصًا.
- في يوم 6 سبتمبر صدرت الأحكام بسجن 112 وتبرئة ثلاثة فقط،
- في يوم 7 سبتمبر صدرت أحكام بالسجن المؤبد علي ستة أشخاص وبراءة اثنين.

و كانت الأحكام في القضايا الأربع طبقا للجدول التالي:
| الحكم   | القضية الأولي | القضية الثانية | القضية الثالثة | القضية الرابعة |
| ------- | ------------- | -------------- | -------------- | -------------- |
| إعدام   | 7             | -              | -              | -              |
| مؤبد    | 26            | -              | -              | -              |
| 15 سنة  | 7             | 5              | 9              | 21             |
| 12 سنة  | -             | 2              | -              | 18             |
| 10 سنة  | 4             | 15             | 5              | 8              |
| 8 سنة   | -             | 1              | 11             | 2              |
| 7 سنوات | -             | 2              | -              | -              |
| براءة   | -             | 10             | 1              | 3              |

## المحاكمة العسكرية الثالثة
- أول محاكمة عسكرية للإخوان المسلمين في عهد الرئيس محمد حسني مبارك (القضية رقم 1995/8 جنايات عسكرية) حيث تم القبض على 49 من قيادات الجماعة في 2 يناير في عام 1995 وذلك عقب اجتماع لمجلس شوري الجماعة بمركزها العام بالتوفيقية، وبعد عدة أشهر تم تحويل المجموعة إلى القضاء العسكري المصري وهو الأمر الذي لم يكن معروفاً ولا مألوفاً في تلك الفترة وكانت التهمة إعادة إحياء جماعة محظورة.
- قائمة بأسماء المحالين في القضية:

1. عصام العريان
2. محمد علي العريشي
3. إبراهيم البيومي غانم
4. حسين إسماعيل عثمان
5. محمد عبده علي
6. محمود عبد الحميد الكيال
7. محمد سلامة أبو المكارم
8. إبراهيم محمد متولي
9. صبيح علي صبيح
10. إبراهيم الزعفراني
11. جمال ماضي
12. عيسي عبد العليم
13. محمد عبد الغني حسنين
14. رزق عبد الرشيد رزق
15. محمد عوض عبد العزيز
16. محمد عبد الفتاح الشريف
17. جمال عبد الناصر حسين بطيشة
18. ياسر محمد علي قاسم
19. محمود مصطفي البنداري
20. بشير العبد محمود
21. سعد عصمت الحسيني
22. محمد بسيوني القصبي
23. أحمد محمود إبراهيم
24. محمد طه وهدان
25. محمد حسن إبراهيم فرج
26. أحمد محمد فرج عثمان
27. عبد الخالق حسن عبد الوهاب
28. علي عز الدين ثابت
29. محمد خيرت الشاطر
30. حسن الجمل
31. رشاد نجم الدين
32. محمد عبد العزيز الصروي
33. السيد نزيلي
34. محمد عبد اللطيف طلعت
35. محسن راضي
36. محمد حسين عيسى
37. أمين الطاحوري
38. محمد محسن سويدان
39. نبيل يوسف حجازي
40. محمد حبيب
41. عبد الرحمن عبد الفتاح
42. طلعت الشناوي
43. علي حسن الدالي
44. عاشور سليمان غانم
45. محمد فؤاد عبد المجيد
46. سيد عسكر
47. مصطفي عبد الحليم حجازي
48. محمود السعيد الديب
49. عبد الله طه وهدان.

- انتهت القضية بالحكم علي 34 ممن أحيلوا للقضاء العسكري بالسجن لمدد تتراوح بين ثلاث وخمس سنوات، وكان من حكم عليهم بالسجن خمس سنوات ثلاثة قيادات هم عصام العريان وخيرت الشاطر ومحمد حبيب، وكان أحد الذين حكموا بثلاث سنوات عبد الرحمن عبد الفتاح عبد الله بالتربية والتعليم بالفيوم والذي مات في السجن في مستشفى قصر العيني بتاريخ 6 أكتوبر 1996 بعد أن لم ينل حظه من الرعاية الصحية، ونال 15 شخصاً ممن أحيلوا في ذات القضية البراءة.

## المحاكمة العسكرية الرابعة
القضية رقم 1995/11 جنايات عسكرية) كانت في 23 نوفمبر في عام 1995 واعتقل 33 قيادياً في جماعة الإخوان المسلمين حكم علي 20 منهم بالسجن بمدد تتراوح بين الثلاث والخمس سنوات وحصل 13 معتقلاً علي البراءة وكان الحكم بخمس سنوات من نصيب الدكتور عبد المنعم أبو الفتوح والدكتور محمود عزت.
- قائمة بأسماء المحالين في القضية:
- محمود السيد بسيوني
- حلمي مصطفي حمود
- محسن القويعي
- السيد محمود عزت
- سعد زغلول العشماوي
- أنور حسن حسن شحاته
- علي متولي علي سالم
- محمد غريب عبد العزيز
- السيد عبد الستار المليجي
- محمد سعد عليوة
- لاشين عبد الله شنب
- حسين حسين شحاتة
- محي الدين محمد محمود زايط
- محمود حسين أحمد حسن
- عبد المنعم أبو الفتوح عبد الهادي
- حلمي السيد عبد العزيز الجزار
- عبد الله محمد عبد الله
- فهمي محمد محمد عامر
- طلعت محمد فهمي
- مصطفي إبراهيم محمود حلمي
- جمال ماضي
- أسامه مسعد محمود
- سعيد أحمد عبد الرحمن
- حامد محمد المداح
- محمد أحمد شحاتة
- عبد العزيز زويل
- متولي صلاح عبد المقصود
- السيد مصطفي سمك
- علي أحمد محمد عمران
- محمد خيري حسين
- محمد محمد مليجي
- علي حسن محمد
- محمد قاسم عبد الرحيم.

## المحاكمة العسكرية الخامسة
(القضية رقم 1995/13 جنايات عسكرية) كانت في 30 نوفمبر 1995 حيث اعتقل ثلاثة من أعضاء الجماعة، حكم علي اثنين منهم بالسجن لثلاث سنوات وبريء الثالث

## المحاكمة العسكرية السادسة
- عُرفت هذه القضية بقضية حزب الوسط (القضية رقم 1996/5 جنايات عسكرية) حيث تم اعتقال 13 من قيادات ورموز الجماعة علي رأسهم محمد مهدي عاكف وأبو العلا ماضي و 11 من قيادات الإخوان المسلمين
- قائمة بأسماء المحالين في القضية:

1. الدكتور عصام حشيش
2. الدكتور عبد الحميد الغزالي
3. الدكتور جمال عبد الهادي مسعود
4. الدكتور رشاد البيومي
5. الدكتور مصطفي طاهر الغنيمي
6. مجدي العارف أنور
7. محمد إبراهيم بدوي
8. محمود أحمد العريني
9. محمود علي أبو رية
10. عبد العظيم المغربي
11. حسن جودة عبد الحافظ،

حيث حكم علي ثمانية من المحالين للقضاء العسكري بثلاث سنوات وأطلق سراح 5 من المعتقلين علي ذمة القضية.
- تمت القضية علي إثر التقدم بأوراق لتأسيس حزب سياسي تحت اسم حزب الوسط في 10 يناير 1996 والذي تم رفضه من قبل لجنة الأحزاب في 13 مايو من العام ذاته.
- أصدرت النيابة العسكرية قرار بإحالة المتهمين أمام المحكمة العسكرية العليا في 12 يونيو 1996 بتوقيع العميد نبيل نصر الدين هلال نائب المدعي العام العسكري.
- علي إثر ذلك انشق أبو العلا ماضي وعصام سلطان عن جماعة الإخوان المسلمين وأعلنا رغبتهما في الاستمرار في إجراءات تأسيس الحزب.

## المحاكمة العسكرية السابعة
- عُرفت هذه القضية بقضية النقابيين (القضية رقم 99/18 جنايات عسكرية) وهي المحاكمة العسكرية الخامسة في عهد الرئيس محمد حسني مبارك حيث تم اعتقال 20 من أبرز الناشطين النقابيين في عام 1999
- أصدرت النيابة العسكرية قرار بإحالة المتهمين أمام المحكمة العسكرية العليا في 12 ديسمبر 1999 بتوقيع العميد فيصل هيبة عيد بكر المدعي العام العسكري.
- انتهت فصول القضية في جلسة 19 نوفمبر 2000 بإصدار أحكام تراوحت بين ثلاث وخمس سنوات علي 15 من المحالين للقضاء العسكري المصري فيما تم تبرئة 5 من المعتقلين.
- الذين حكم عليهم بـ 5 سنوات 3 قيادات هم:

1. محمد بديع سامي
2. سعد زغلول العشماوي
3. أحمد الحلواني

- الذين حكم عليهم بـ 3 سنوات 12 من القيادات وهم :

1. مختار نوح
2. محمد علي بشر
3. مدحت الحداد
4. عبد الله زين العابدين
5. خالد بدوي
6. هشام الصولي
7. سيد هيكل
8. أحمد شوقي عماشة
9. أحمد عبد الرحيم عبد الحفيظ
10. عاطف السمري
11. إبراهيم السيد حسين
12. عبده البردويل.

- الذين برأتهم المحكمة خمس قيادات هم:

1. أحمد محمود حسن
2. أحمد أبو الأنوار
3. محمد سعد عليوة
4. علي عبد الرحيم عبد الحفيظ
5. إبراهيم رشيدي

## المحاكمة العسكرية الثامنة
- عُرفت هذه القضية بقضية أساتذة الجامعات (القضية رقم 2001/29 جنايات عسكرية) وهي القضية العسكرية السادسة في عهد الرئيس محمد حسني مبارك حيث تم اعتقال 22 من رموز وقيادات جماعة الإخوان المسلمين في 6 نوفمبر 2001 عقب مظاهرة بالجامع الأزهر من أجل فلسطين وبعد أسبوع من الاعتقال صدر قرار جمهوري في 13 نوفمبر باحالتهم إلى القضاء العسكري.
- أصدرت النيابة العسكرية قرار بإحالة المتهمين أمام المحكمة العسكرية العليا في 26 نوفمبر 2001 بتوقيع اللواء فيصل هيبة عيد بكر المدعي العام العسكري.
- تمت المحاكمة في 19 جلسة استغرقت ما يقرب من 8 أشهر، تمت المحاكمة فعلياً خلال ثلاثة أشهر منها فقط، وقد بدأت المحاكمة جلساتها في 24 ديسمبر 2001.
- تم تأجيل النطق بالحكم لثلاث مرات حيث حجزت للحكم للمرة الأولي في 7 أبريل ثم تأجلت لجلسة 26 مايو وكان التأجيل الثالث حتي صدر الحكم في 30 يوليو 2002 بالسجن بمدد تتراوح بين ثلاث وخمس سنوات علي 16 من المعتقلين، بينما برأت المحكمة 6 منهم.[1]
- الذين حكم عليهم بخمس سنوات خمس قيادات وهم

1. محمود غزلان
2. عبد المنعم البربري
3. ماجد الزمر
4. طاهر عبد المنعم
5. أسامة أبو شادي

و قد أفرج عنهم في أغسطس 2005 بعد قضاء ثلاثة أرباع المدة.
- الذين حكم عليهم بثلاث سنوات 11 من القيادات وهم:

1. أحمد عبد الحليم سعفان
2. حسين الدرج
3. صلاح الدين محمد أحمد حسن
4. مأمون عاشور
5. محي الدين الزايط
6. شرف الدين محمود
7. محمد عزيز الزمر
8. محمد الأكحل
9. محمد إمام
10. محمد هشام عيسي
11. سيد شيبة

وقد قضوا مدة العقوبة كاملة وأفرج عنهم في رمضان 2004
- الذين برأتهم المحكمة ست قيادات وهم:

1. أحمد علي جمعة
2. محمد القصاص
3. خالد حنفي فهيم
4. أحمد العبد
5. حمدي شاهين
6. محمد محمود منصور

## المحاكمة العسكرية التاسعة
- وهي المحاكمة العسكرية السابعة في عهد الرئيس محمد حسني مبارك، والتاسعة في تاريخ جماعة الإخوان المسلمين (القضية رقم 2007/2 جنايات عسكرية) حيث اعتقلت مباحث أمن الدولة في 14 ديسمبر 2006 عدداً من قيادات الجماعة علي رأسهم خيرت الشاطر وحسن مالك ومحمد علي بشر وتتابعت حملة الاعتقالات في القضية علي خمس حملات كان آخرها في 14 مارس 2007 في قضية حملت رقم 963 لسنة 2006.[2]
- جاءت القضية علي خلفية العرض الرياضي الشهير الذي أقامه طلاب الإخوان في جامعة الأزهر الشريف، وهم يرتدون ملابس وصفت بأنها ملابس عسكرية.[2]
- في 5 فبراير 2007 صدر قرار رئيس الجمهورية محمد حسني مبارك بإحالة القضية إلي لقضاء العسكري.[2]
- أصدرت النيابة العسكرية قرار بإحالة المتهمين أمام المحكمة العسكرية العليا في 23 أبريل 2007 بتوقيع العميد حربي أحمد حسين مساعد المدعي العام العسكري.[2]
- انعقدت المحاكمة برئاسة اللواء عبد الفتاح عبد الله علي وعضوية العميد سيد محمد السعيد هلال والعقيد محمد علي حسن العمدة ومثل النيابة العسكرية المقدم محمد جندي نجيب، وصدر الحكم بتوقيع اللواء أركان حرب حسن الرويني قائد المنطقة المركزية العسكرية.[2][3]
- استمرت المحاكمة 73 جلسة[4] سرية منع عنها الإعلام تماماً[2] بدأت في 26 أبريل 2007[2] وانتهت بصدور الحكم في جلسة الثلاثاء 15 أبريل 2008[4] بعد أن تأجل النطق بالحكم لثلاث مرات.[2]
- حكم علي 25 من قيادت جماعة الإخوان المسلمين بالسجن لمدد تتراوح بين الثلاث والعشر سنوات بتهم كغسيل الأموال[5] والانتماء لجماعة محظورة وبُريء 15 من المعتقلين.[2]

وكانت تفاصيل الأحكام بالسجن كالتالي:
- 7 سنوات: 2 من المعتقلين[2]
  1. م. خيرت الشاطر (النائب الثاني للمرشد العام):.
  2. أ حسن مالك (رجل أعمال).

- خمس سنوات: 5 من المعتقلين[2]
  1. م. أحمد شوشة (مهندس).
  2. أ. صادق الشرقاوي (محاسب).
  3. م. أحمد أشرف (مدير عام دار التوزيع).
  4. د. أحمد عبد العاطي (خبير أدوية) بالخارج ولم يعتقل.
  5. م. أسعد الشيخة (مهندس) بالخارج ولم يعتقل.

- ثلاث سنوات: 13 من المعتقلين[2]
  1. د. محمد علي بشر (عضو مكتب الإرشاد).
  2. م. ممدوح الحسيني (مهندس).
  3. د. فريد جلبط (أستاذ بجامعة الأزهر).
  4. د. ضياء الدين فرحات (رجل أعمال).
  5. د. صلاح الدسوقي (مدرس بطب الأزهر).
  6. أ.فتحي محمد بغدادي (مدير مدارس المساعي).
  7. م. أيمن عبد الغني (مهندس):.
  8. د. عصام عبد المحسن (أستاذ بطب الأزهر).
  9. د. محمود أبو زيد (أستاذ بطب القاهرة).
  10. أ. مصطفى سالم (محاسب).
  11. أ. سيد معروف (مدير بعمر أفندي).
  12. د. عصام حشيش (أستاذ بهندسة القاهرة).
  13. م. مدحت الحداد (رجل أعمال).

- براءة: 15 من المعتقلين [2]
  1. د. خالد عودة (أستاذ بجامعة أسيوط).
  2. م. سعيد سعد علي (مهندس).
  3. محمد مهنا حسن (محاسب).
  4. د. محمد حافظ (طبيب).
  5. د. محمد علي بليغ (أستاذ رمد).
  6. م. محمود المرسي (مهندس).
  7. أحمد عز الدين (صحفي).
  8. جمال شعبان (محاسب).
  9. ياسر عبده (محاسب).
  10. محمود عبد اللطيف عبد الجواد (رجل أعمال).
  11. م. أسامة شربي (مدير عام شركة سياحة).
  12. د. أمير بسام (مدرس بطب الأزهر).
  13. د. عبد الرحمن سعودي (رجل أعمال).
  14. م. أحمد النحاس (مهندس).
  15. أ. حسن زلط (رجل أعمال).

- 10 سنوات: 5 قيادات كلهم خارج مصر[2]
  1. م. يوسف ندا (رجل أعمال).
  2. م. علي غالب محمود همت (مهندس).
  3. إبراهيم الزيات (رجل أعمال).
  4. فتحي الخولي (داعية).
  5. د. توفيق الواعي (داعية)

- أحكام مصادرة الأموال:[2]
  - مصادرة نصيب م. خيرت الشاطر وأ. حسن مالك في شركة «مالك» وفروعها و«رواج» وفروعها
  - مصادرة نصيب أ. حسن مالك في شركة «الأنوار»
  - مصادرة نصيب م. خيرت الشاطر ود. أحمد عبد العاطي في شركة «الحياة للأدوية»
  - مصادرة نصيب أ. أحمد أشرف في «دار التوزيع والنشر الإسلامية»